# 巨蛇座τ⁶
在拜耳命名法中的其它恆星，參見巨蛇座τ.
巨蛇座τ6（Tau6 Ser、τ6 Serpentis或τ6 Ser）是一顆位于巨蛇座的G型巨星，約距離地球450光年。其視星等大約為6.000，並且屬於大熊座移動星群的一員。